# Fotometeoro

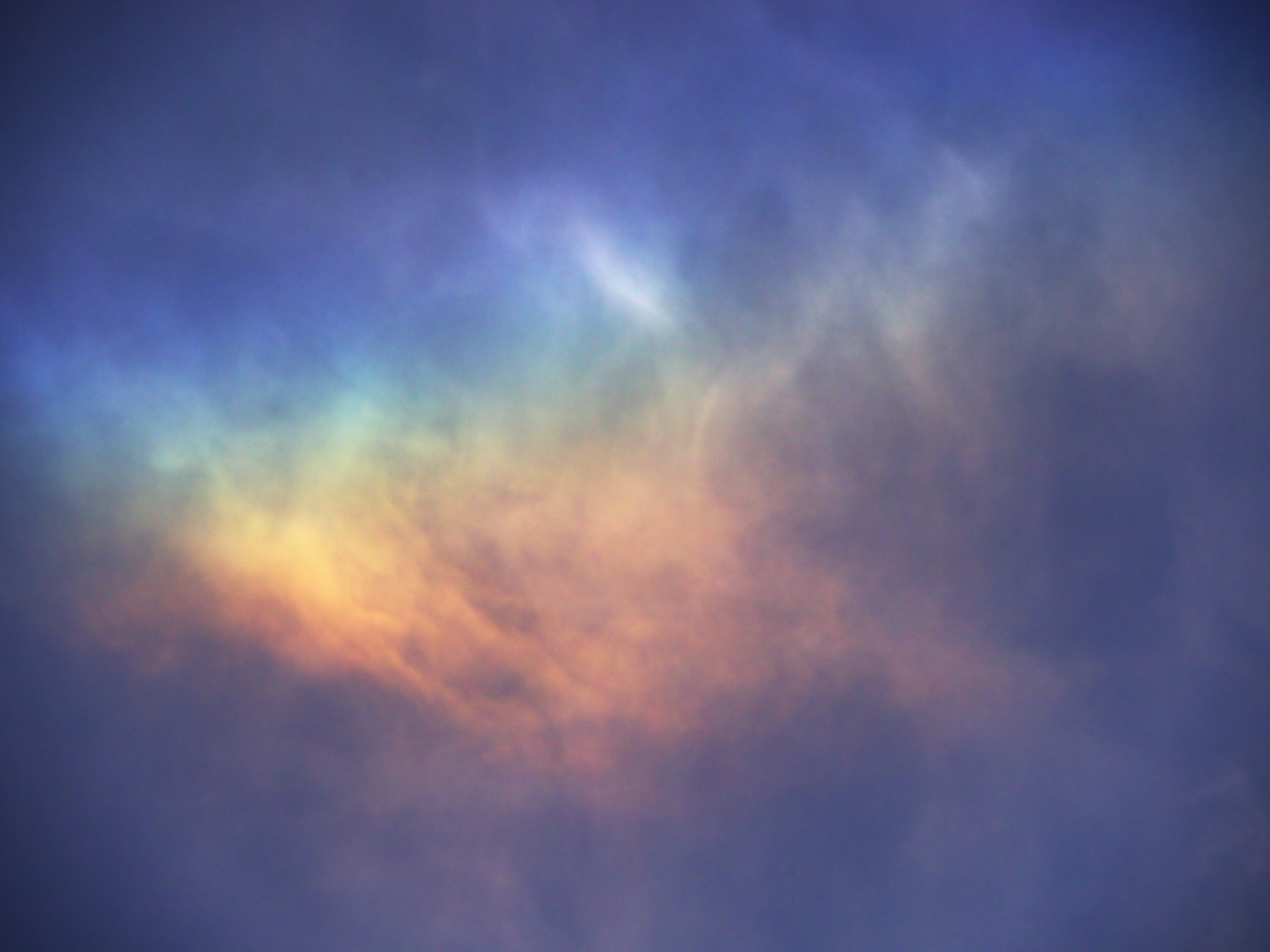
Arco circuncenital limitado a una nube de hielo

Un fotometeoro, en el ámbito de la meteorología, es un meteoro que designa a un objeto o fenómeno óptico que se observa en la atmósfera  o superficie terrestre cuando la luz solar o lunar sufre reflexión, refracción, difracción, dispersión, polarización o interferencias determinadas por circunstancias particulares.
El nombre deriva de «foto», del griego antiguo φωτός [photós]  'luz' y «meteoro», μετέωρος [metéōros], '[flotando] en el aire'.

## Fenómenos
Los fotometeoros más comunes son el halo, el arco iris, la corona, la iridiscencia, la gloria, el parhelio, el anillo de Bishop, el espejismo, el arrebol, el centelleo, el destello verde y los rayos crepusculares.
Una lista más exhaustiva incluye:
- Alpenglow o brillo alpino
- Arcoíris, con la banda oscura de Alejandro en los arcoíris dobles
- Arcoíris de niebla
- Arcoíris lunar
- Arcoíris monocromo
- Arco circuncenital
- Arco circunhorizontal
- Arrebol, con el caso particular de la luz púrpura;
- Cinturón de Venus
- Corona
- Corona solar por ejemplo, al observar un eclipse solar
- Crepúsculo
- Destello verde
- Escalera a la luna
- Espectro de Brocken
- Fata Morgana
- Gloria
- Halo, de Sol o de Luna, incluyendo los paraselene o perros de Luna, los arcos de halo tangente y los arcos de Parry;
- Heiligenschein o efecto halo, causado en parte por el efecto de oposición
- Llamarada de iridio
- Lichtsäule
- Luces de terremoto
- Luminiscencia nocturna
- luz zodiacal
- Nube iridiscente
- Nube mesosférica polar o nubes noctilucentes
- Paraselene
- Parhelio
- Pilar de luz
- Rayos crepusculares o racimos de rayos
- Rayos anticrepusculares
- Sombra de la Tierra

## Caso especial
Las auroras polares (sur en el polo sur, boreales en el polo norte) son al mismo tiempo electrometeoros y fotometeoros, según Météo-France, porque provienen de la interacción de partículas de origen solar (protones y electrones) con átomos y moléculas terrestres (en particular oxígeno y nitrógeno). Estas partículas se canalizan a lo largo de las líneas de fuerza del campo magnético terrestre hacia los polos.

Fotometeoros
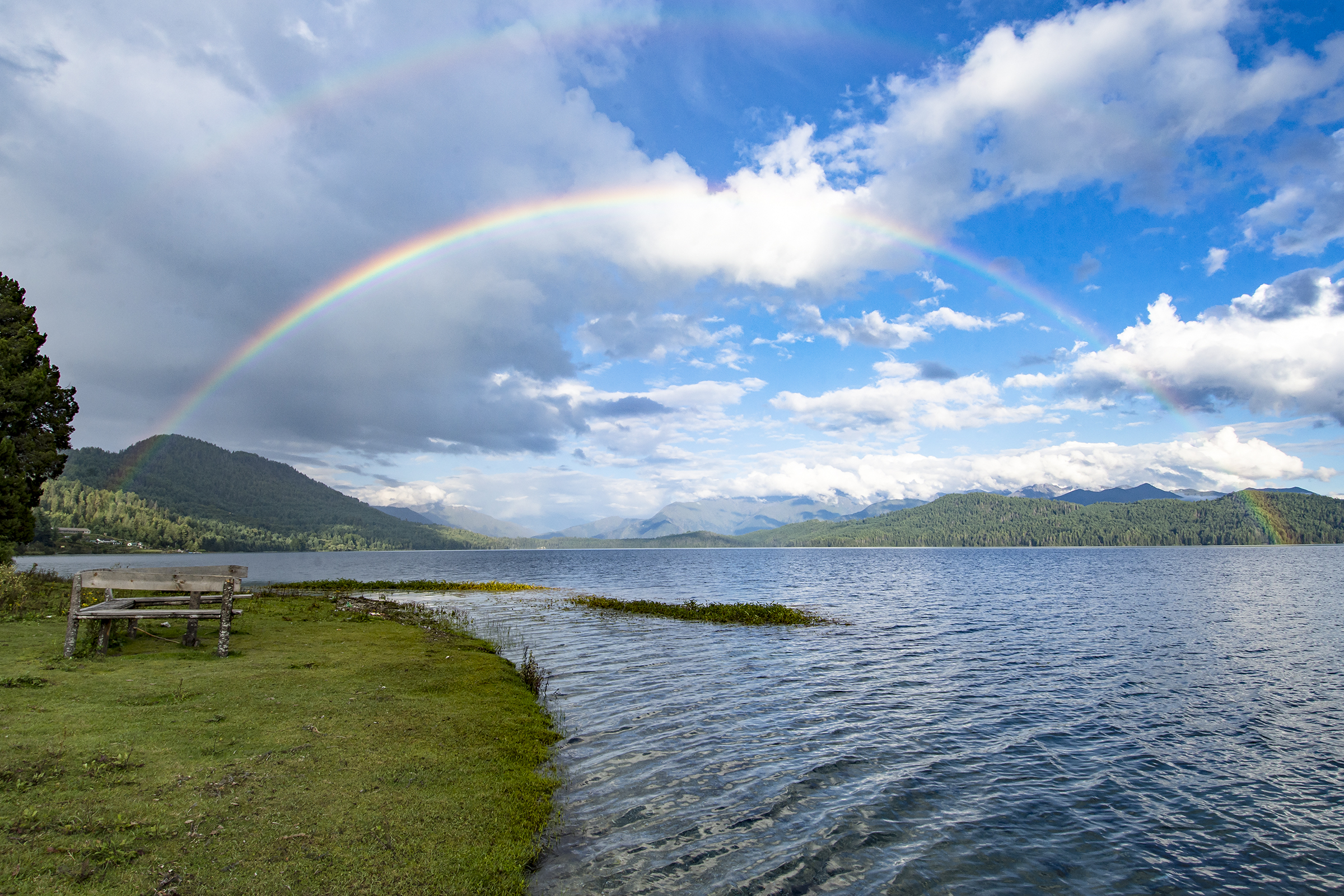
Arcoíris sobre el lago Rara en Nepal.
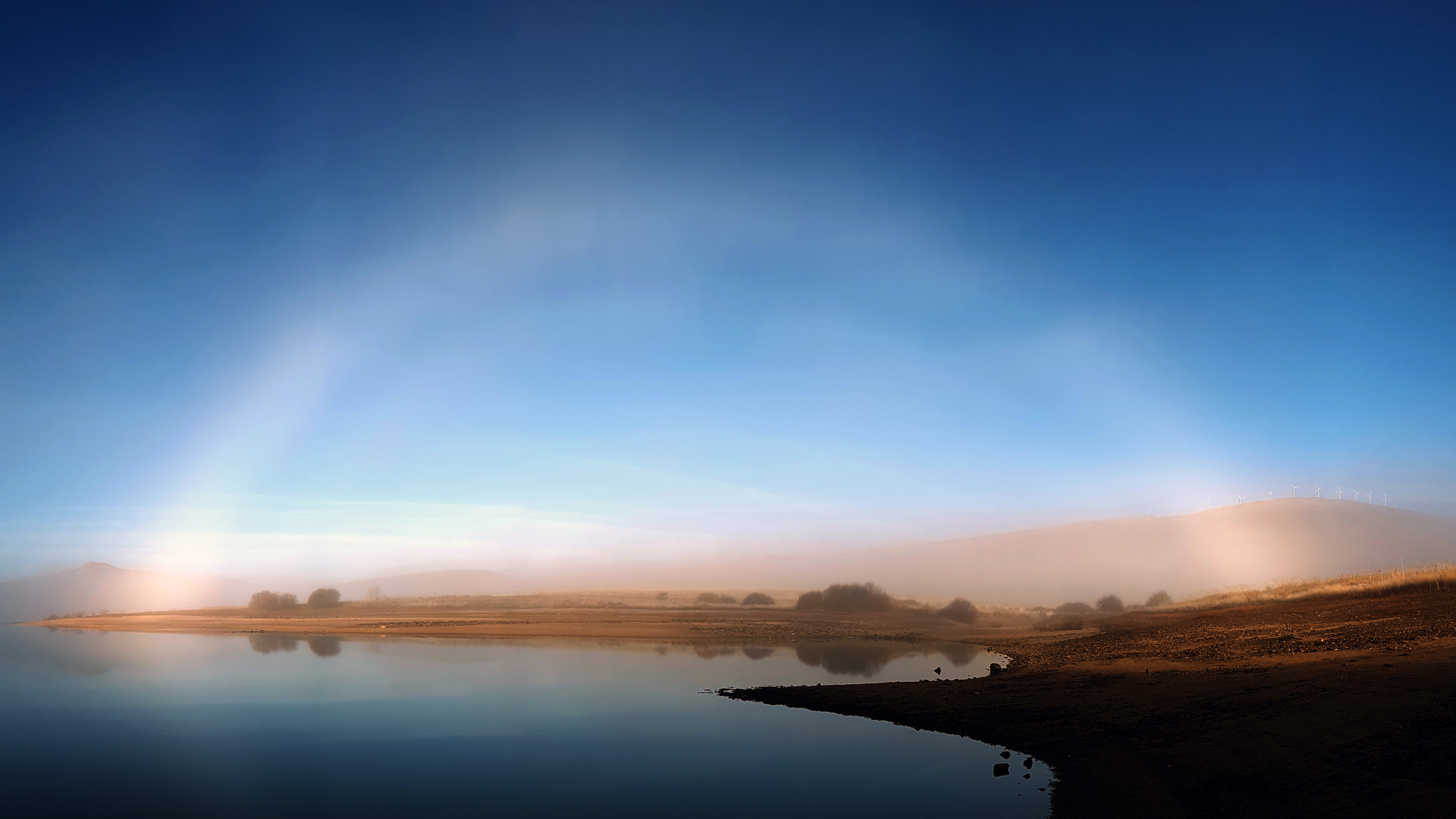
Arcoíris de niebla, embalse de Serones, Ávila (España). Observatorio de La Cañada
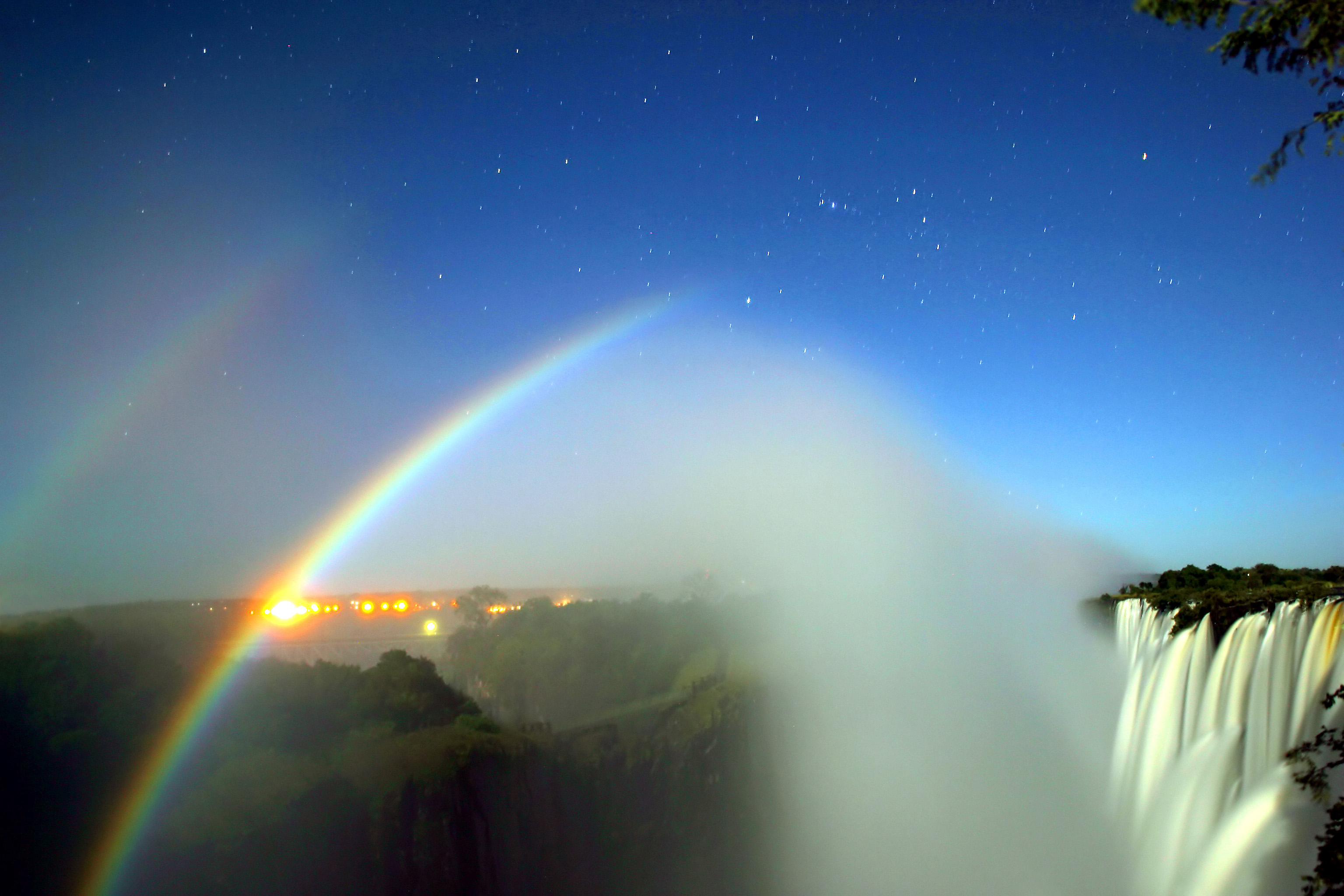
Arcoíris lunar doble en las cataratas Victoria
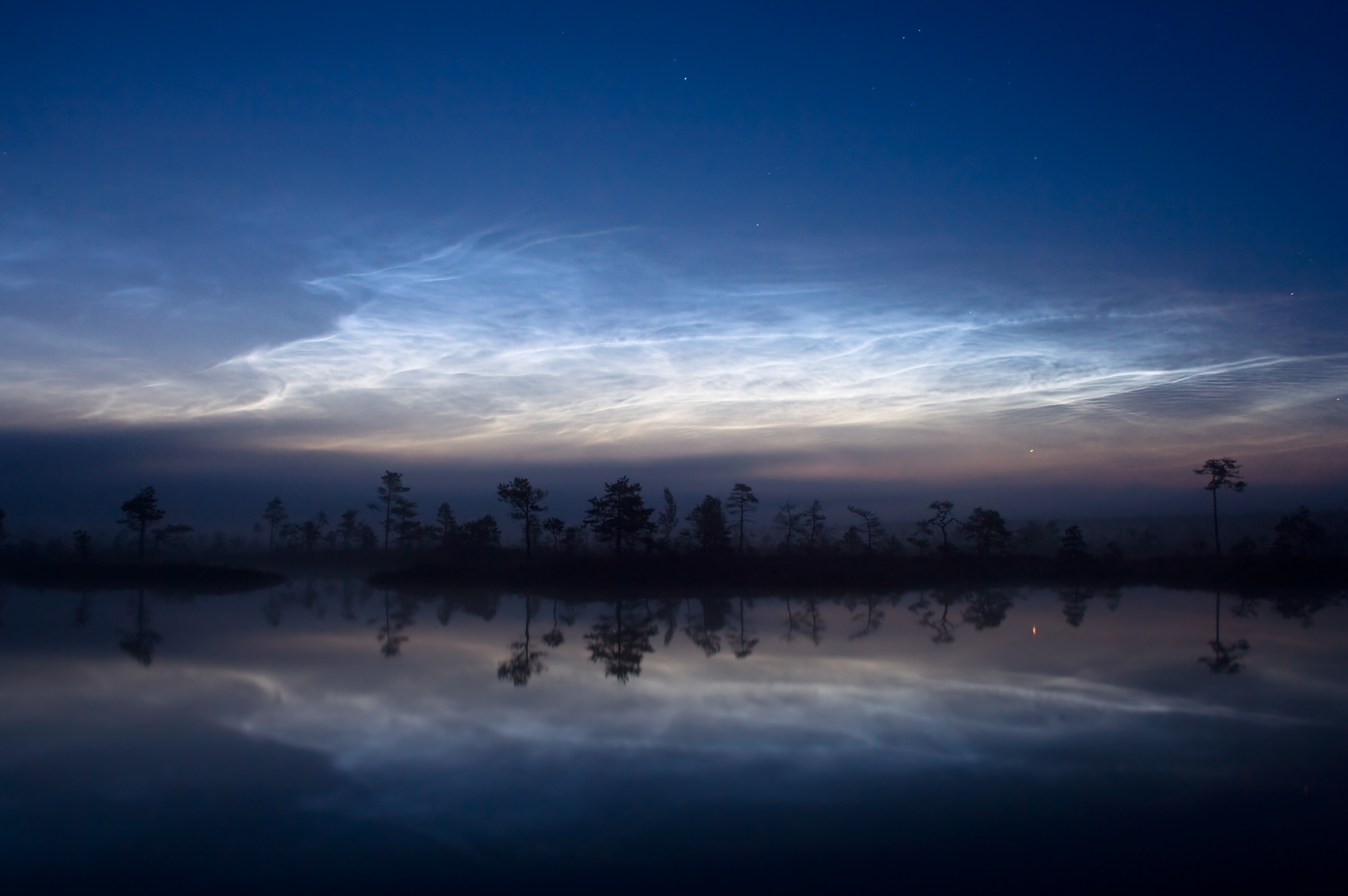
Nubes noctilucentes en el parque nacional de Soomaa.
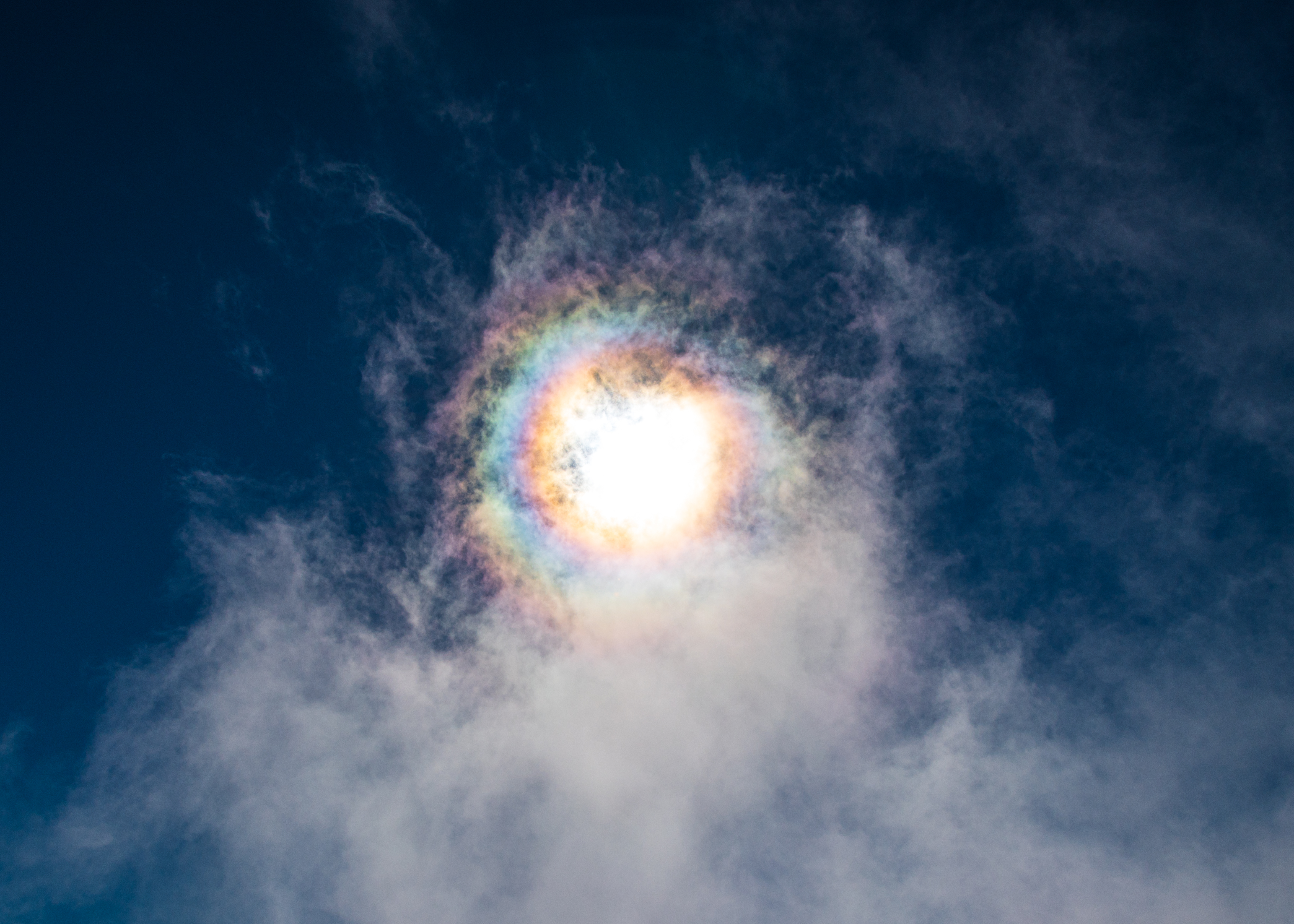
Una corona solar observada desde Beinn Mhòr, Escocia.
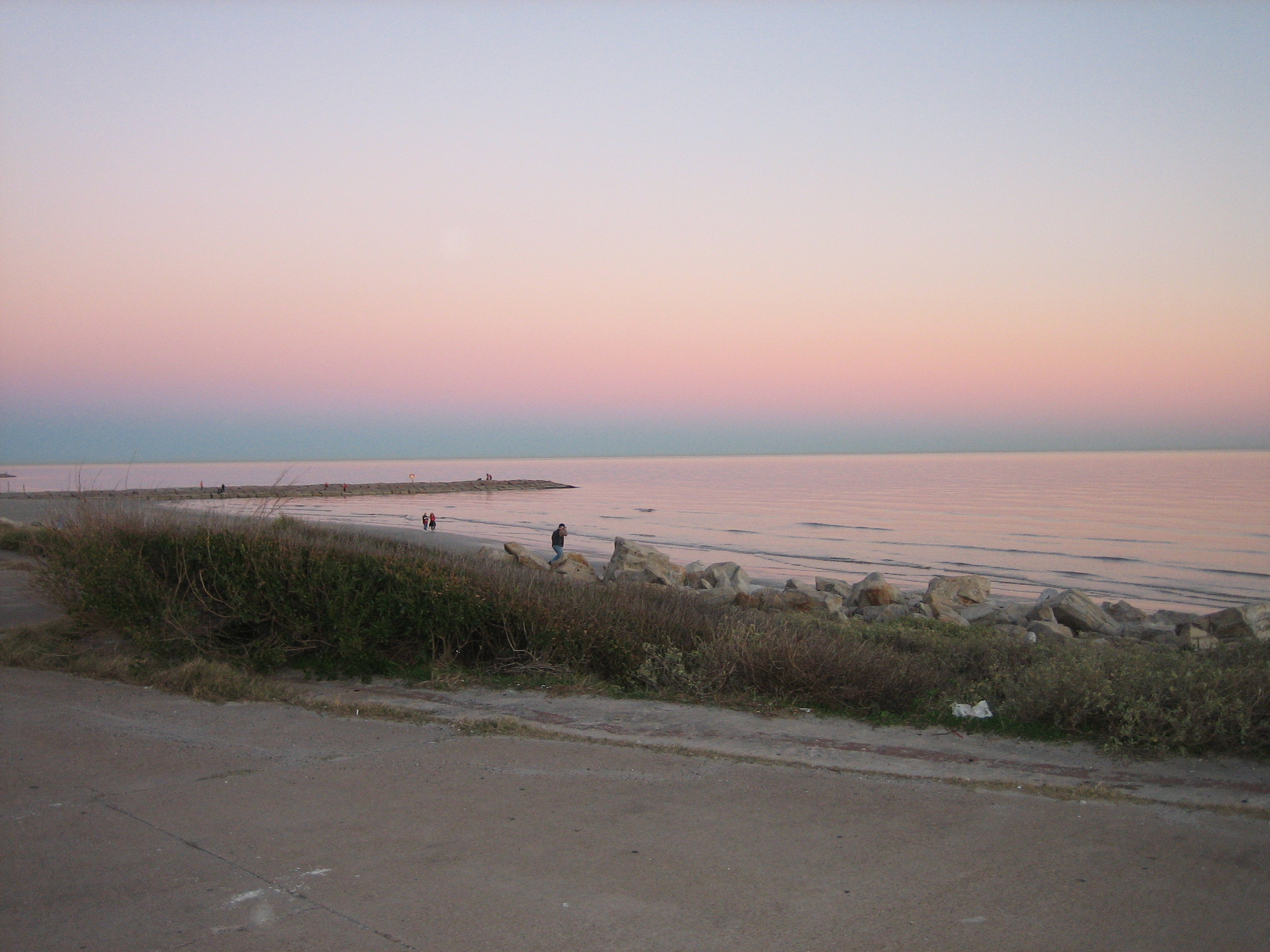
El arco de sombra de la Tierra es el arco azul grisáceo oscuro sobre el horizonte del océano.
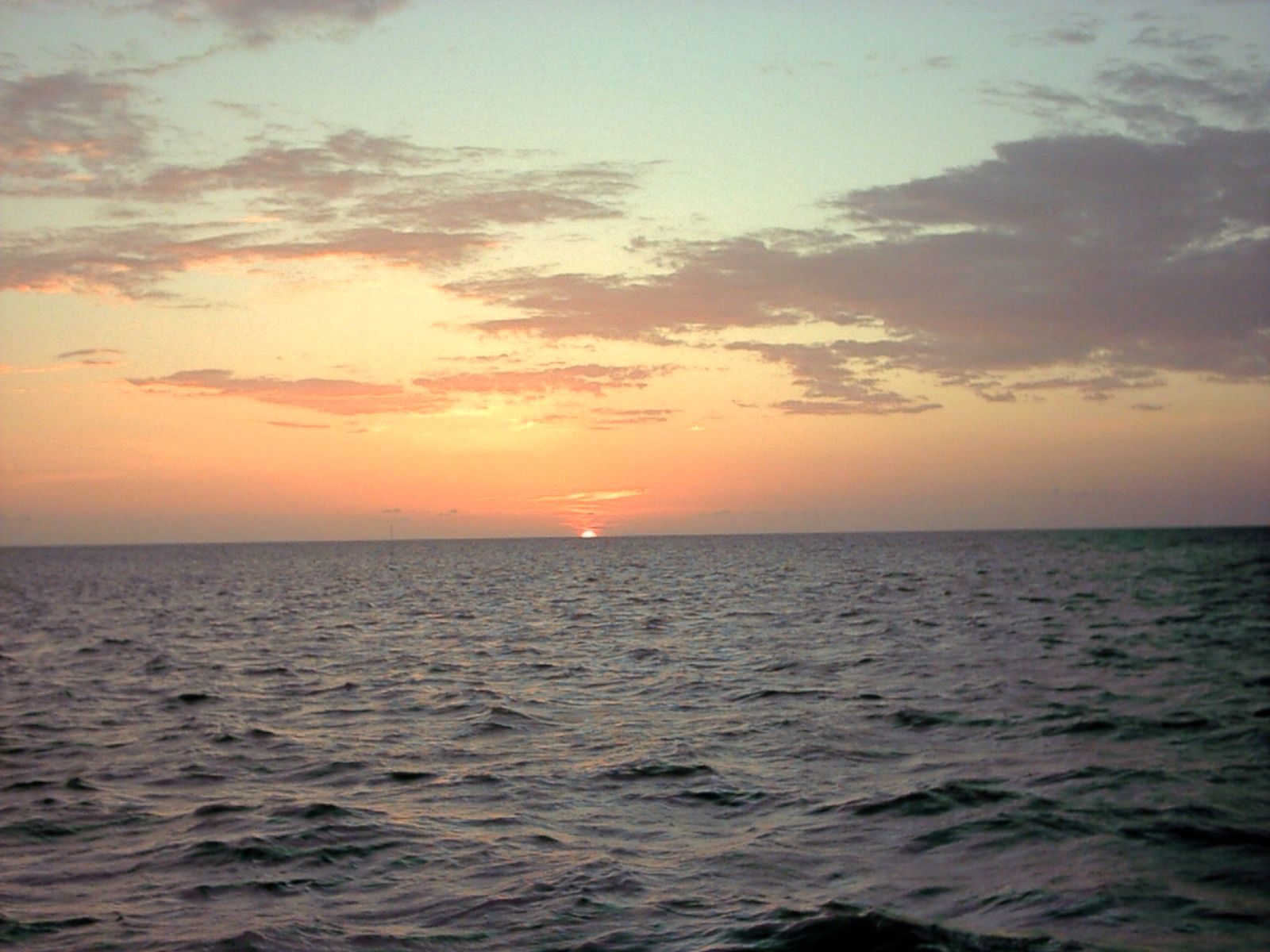
Crépusculo sobre el océano, en el golfo de México.
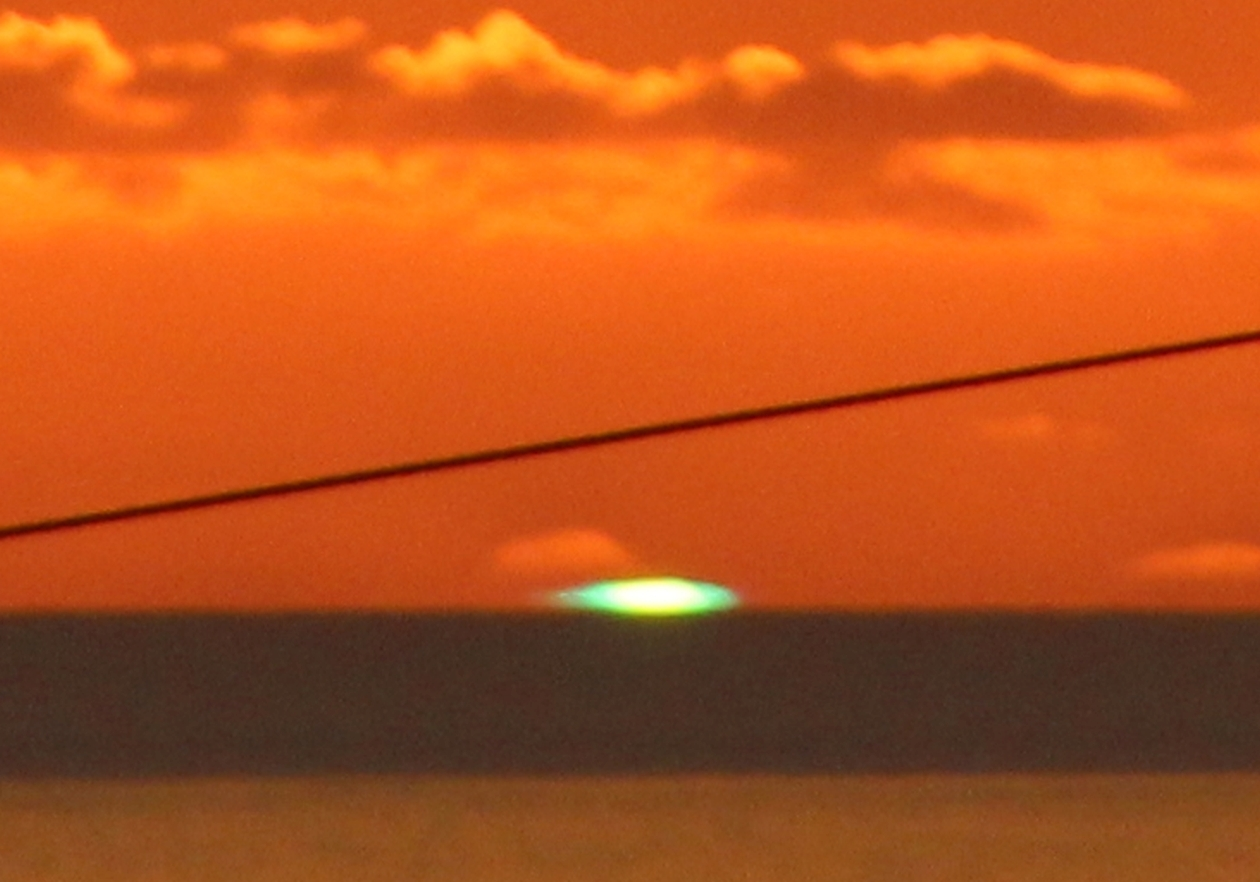
Destello verde casi perfecto. detalle ampliado del atardecer en Estreito da Calheta, Madeira, el 12 de diciembre de 2016.
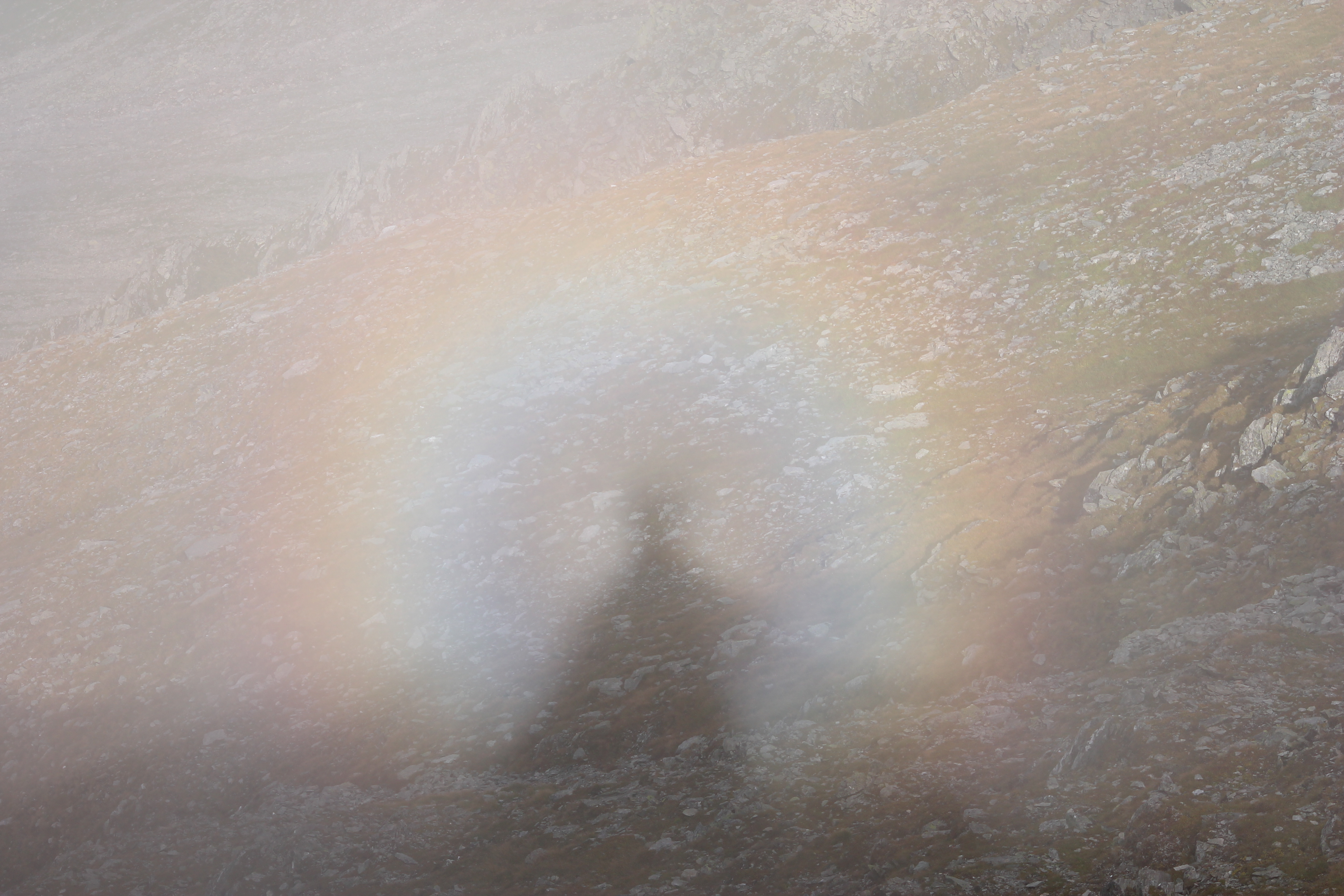
Espectro de Brocken con gloria
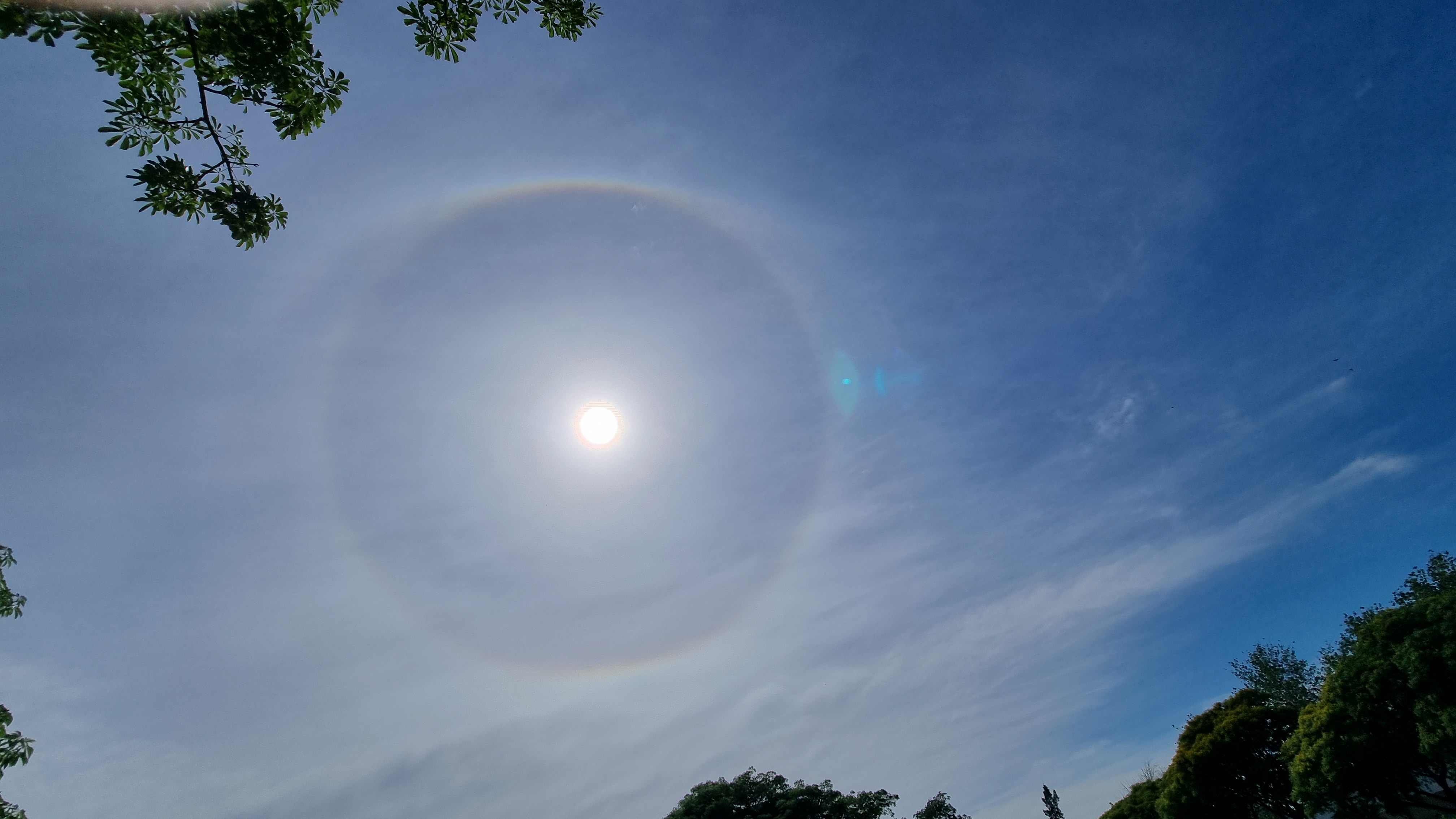
Halo solar en Buenos Aires, Argentina (10 de diciembre de 2022).
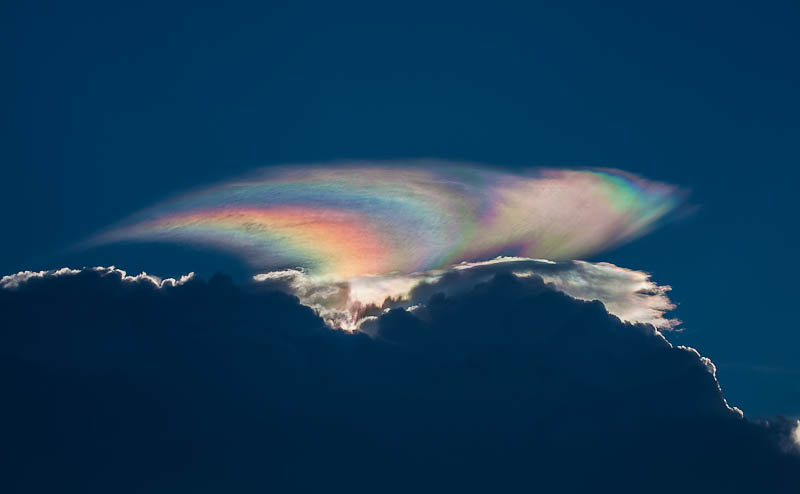
Cirrus iridescente
Corona solar en una foto de un eclipse tomada en Francia en 1999
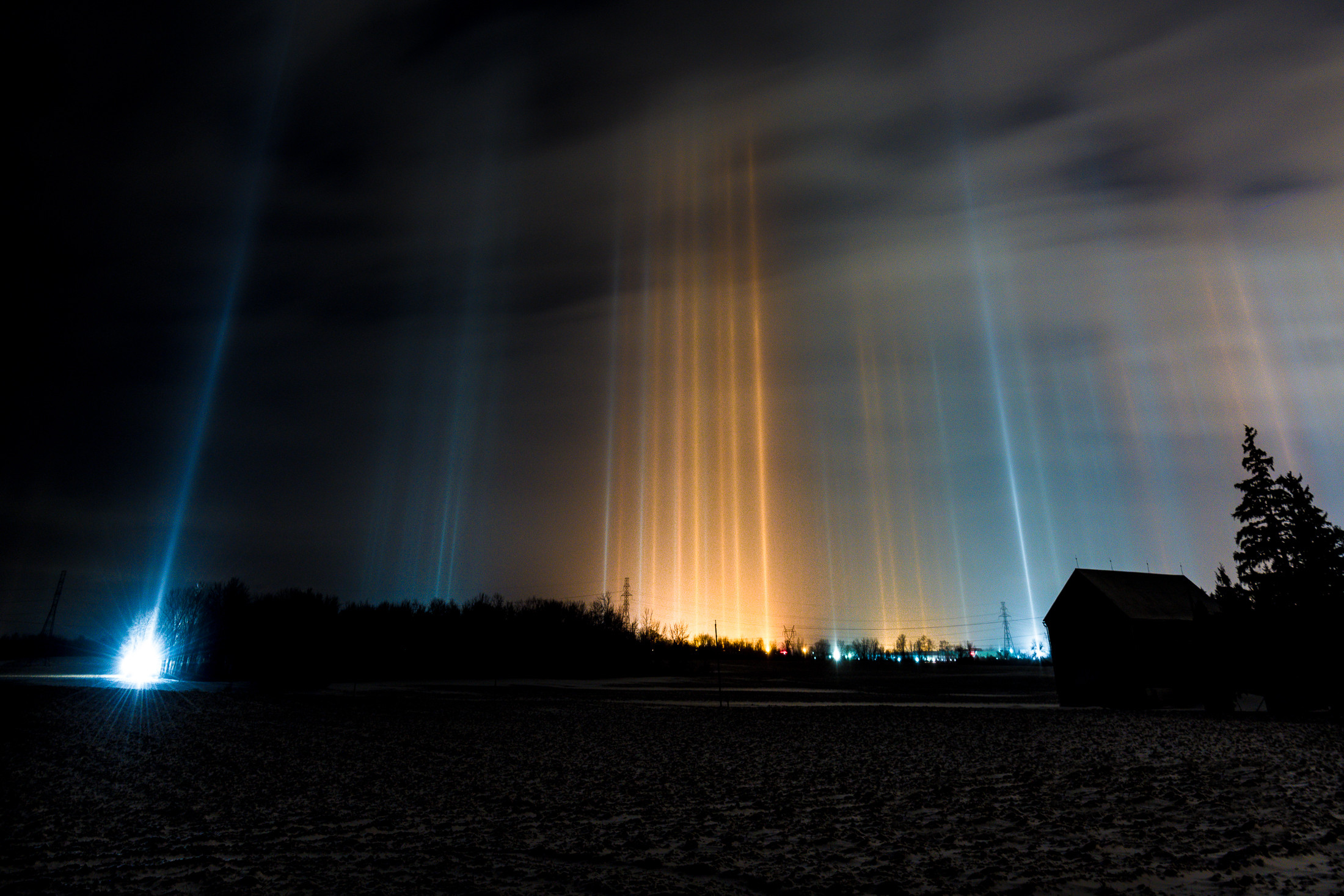
Pilar de luz en London, Ontario, Canada
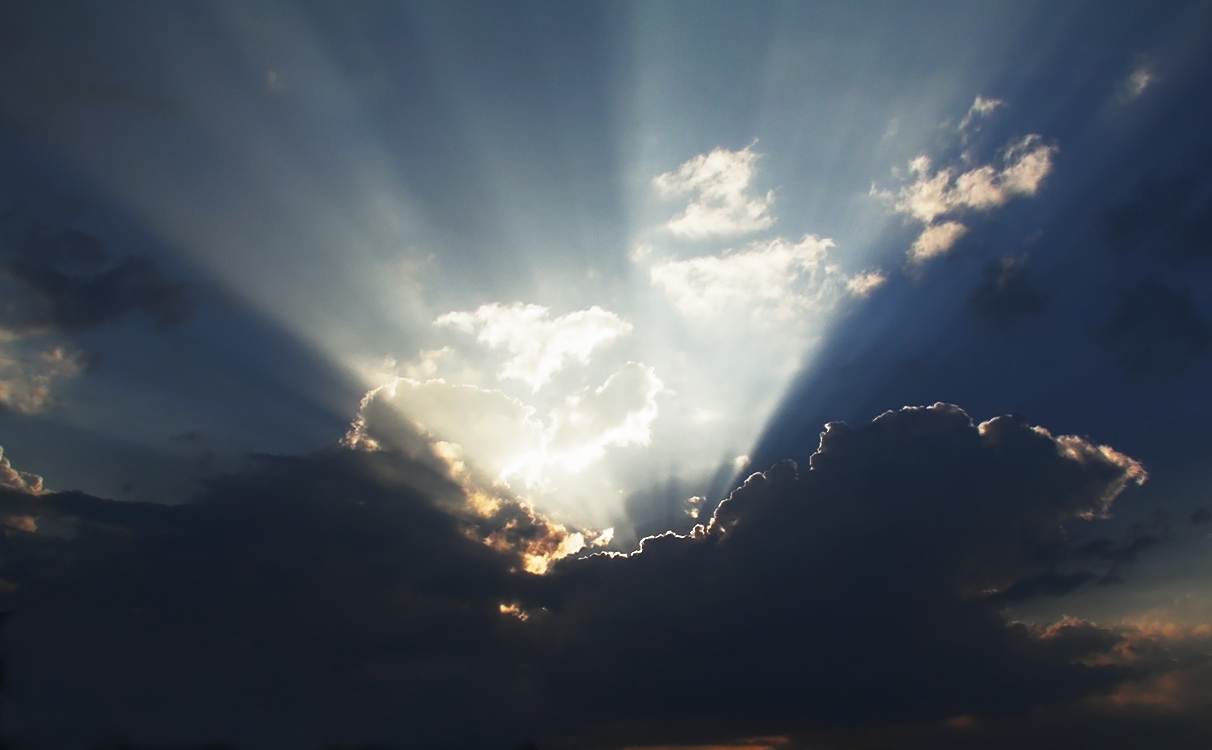
Rayos crepusculares al atardecer.